# میلستد
میلستد (به انگلیسی: Milstead) یک روستا و محله مدنی در بریتانیا است که در Swale واقع شده‌است. میلستد ۲۸۳ نفر جمعیت دارد.